# Brun frökenfisk
Brun frökenfisk (Dascyllus reticulatus) är en fiskart som först beskrevs av Richardson, 1846.  Brun frökenfisk ingår i släktet Dascyllus och familjen Pomacentridae. Inga underarter finns listade.